# John H. N. Collier
Pour les articles homonymes, voir Collier (homonymie).
John Henry Noyes Collier, né le 3 mai 1901 à Londres et mort le 6 avril 1980 à Los Angeles, est un écrivain et scénariste britannique. Spécialiste de la nouvelle, où il aborde tour à tour ou concurremment les genres policier, humoristique et fantastique, il vit une grande partie de sa vie aux États-Unis où ses talents de conteurs l'ont fait connaître et lui ont ouvert les portes d'Hollywood.

## Biographie
Fils d'un employé de bureau, il reçoit avec sa sœur son école préparatoire sous forme de leçons privées centrées sur la littérature que leur donne leur oncle écrivain, Vincent Collier. À l'âge de 18 ou 19 ans, le jeune John est décidé à devenir poète. Son père l'encourage dans cette voie et, pendant dix ans, lui alloue une indemnité de deux livres par semaine, à quoi s'ajoute ce qu'il gagne en rédigeant des critiques littéraires et en étant correspondant culturel pour un journal japonais. Point trop chargé par les responsabilités financières, il développe à cette époque un penchant pour les jeux de hasard, la conversation dans les cafés et les visites de musée.
Après la publication de poèmes, il se lance en 1930 dans le roman avec His Monkey Wife: or Married to a Chimp. C'est toutefois la parution dans Harper's Magazine, The New Yorker et autres magazines prestigieux de ses nouvelles, à partir de 1929, qui lui apporte la célébrité. Ce succès lui permet de voyager dans tout le Royaume-Uni. Il séjourne plusieurs fois en France avant de se fixer en Californie, où il est embauché comme scénariste par les grands studios d'Hollywood. En cette qualité, il signe, en collaboration, des scénarios, dont celui de Sylvia Scarlett de George Cukor en 1935. Il est aussi souvent employé comme scripteur pour ajouter des dialogues ou modifier des scènes. Il participe ainsi, sans être crédité, au scénario de L'Odyssée de l'African Queen (The African Queen) de John Huston en 1951.
Son œuvre est peu connue en France, hormis un recueil de nouvelles, Un rien de muscade, paru en 1949, où son humour aigre-doux s'apparente à ceux de Roald Dahl, Saki (H.H. Munro) et S.J. Perelman, mais également Evelyn Waugh. L'élégance de son écriture le rapproche d'un Anatole France, d'un W. Somerset Maugham et d'un Rudyard Kipling. Sa veine fantastique mêle les influences de Lord Dunsany, Ambrose Bierce et James Branch Cabell, alors que ses récits policiers sont redevables à Sax Rohmer.
En 1952, il est lauréat de prix Edgar-Allan-Poe de la nouvelle pour son recueil Fancies and Goodnights (1951).

## Œuvre

### Romans
- His Monkey Wife: or Married to a Chimp (1930) Publié en français sous le titre Le Mari de la guenon, traduit par Odette Micheli, Paris, Stock, 1933 ; réédition, Paris, Julliard, coll. « Parages » no 8, 1991  (ISBN 2-260-00877-1) ; réédition, Paris, Robert Laffont, coll. « Pavillons poche », 2019  (ISBN 978-2-221-24177-6)
- No Traveller Returns (1931)
- Tom's A-Cold: A Tale (1933), paru aux États-Unis sous le titre Full Circle
- Defy the Foul Fiend: or, The Misadventures of a Heart (1934)

### Recueils de nouvelles
- Green Thoughts (1932)
- The Devil and All (1934)
- Variations on a Theme (1934)
- Presenting Moonshine (1941)
- The Touch of Nutmeg, and More Unlikely Stories (1943) Publié en français sous le titre Un rien de muscade, traduit par Marc Chadourne, Paris, Hachette, coll. « Les grands romans », 1949 ; réédition, Paris, NéO, coll. « Le Miroir obscur » no 4, 1979  (ISBN 2-7304-0035-4) ; réédition, Paris, Julliard, coll. « Parages », 1991  (ISBN 2-260-00878-X)
- Fancies and Goodnights (1951)
- Pictures in the Fire (1958)

### Nouvelles
- The Radium Veil (1921)
- Things Seen (1929)
- No Traveller Returns (1931)
- Green Thoughts (1931) Publié en français sous le titre Vertes Pensées dans le recueil Un rien de muscade (voir ci-dessus)
- After the Ball (1933)
- Chapters 8 and 9 from Defy the Foul Fiend or the Misadventures of a Heart (1934)
- Halfway to Hell (1934) Publié en français sous le titre À mi-chemin de l'Enfer dans le recueil Un rien de muscade (voir ci-dessus)
- Hell Hath No Fury (1934) Publié en français sous le titre L'Enfer n'a point de Furie dans le recueil Un rien de muscade (voir ci-dessus)
- The Devil, George, and Rosie (1934) Publié en français sous le titre Le Diable, George et Rosie dans le recueil Un rien de muscade (voir ci-dessus)
- The Possession of Angela Bradshaw (1934) Publié en français sous le titre Possession dans le recueil Un rien de muscade (voir ci-dessus)
- The Right Side (1934) Publié en français sous le titre Du bon côté dans le recueil Un rien de muscade (voir ci-dessus)
- Variation on a Theme (1935) Publié en français sous le titre Variations sur un thème connur dans le recueil Un rien de muscade (voir ci-dessus)
- The Elephant (1935)
- The Monster of the Deep (1935)
- Romance Lingers, Adventure Lives (1937)
- Night! Youth! Paris! and the Moon! (1938) Publié en français sous le titre Nuit ! Jeunesse ! Paris ! Et la lune dans le recueil Un rien de muscade (voir ci-dessus)
- Midnight Blue (1938) Publié en français sous le titre Bleu-nuit dans le recueil Un rien de muscade (voir ci-dessus)
- Sleeping Beauty (1938)
- Wet Saturday (1938) Publié en français sous le titre Samedi mouillé dans le recueil Un rien de muscade (voir ci-dessus)
- Little Memento (1938) Publié en français sous le titre Petit Memento dans le recueil Un rien de muscade (voir ci-dessus)
- Mary (1939) Publié en français sous le titre Mary dans le recueil Un rien de muscade (voir ci-dessus)
- Witch's Money (1939) Publié en français sous le titre L'Argent du sorcier, dans le recueil Histoires à faire peur, Paris, Robert Laffont, 1965 ; réédition, Paris, LGF, coll. « Le Livre de poche policier » no 1983, 1966
- There and Back Again (1939)
- Back for Christmas (1939) Publié en français sous le titre De retour avant Noël dans le recueil Un rien de muscade (voir ci-dessus) ; réédition dans l'anthologie Noëls rouges, Paris, Julliard, coll. « La bibliothèque criminelle » no 1, 1989  (ISBN 2-260-00700-7)
- The Bottle Party (1939)
- Rope Enough (1939) Publié en français sous le titre Assez de corde dans le recueil Un rien de muscade (voir ci-dessus) ; réédition dans l'anthologie Les Magiciens du crime, Paris, Minerve, coll. « Détour », 1990  (ISBN 2-86931-044-7)
- Season of Mists (1940)
- The Collaboration (1940)
- Deferred Payment (1940)
- Evening Primrose (1940) Publié en français sous le titre Primevère du soir dans le recueil Un rien de muscade (voir ci-dessus) ; réédition dans une nouvelle traduction sous le titre L'Âne rouge, dans le recueil Histoires à ne pas lire la nuit, Paris, Robert Laffont, 1963 ; réédition, Paris, LGF, coll. « Le Livre de poche policier » no 2203, 1967
- Another American Tragedy (1940) Publié en français sous le titre Nouvelle tragédie américaine dans le recueil Un rien de muscade (voir ci-dessus)
- Thus I Refute Beelzy (1940) Publié en français sous le titre Un certain monsieur Belzé dans le recueil Un rien de muscade (voir ci-dessus)
- A Word to the Wise (1940)
- The Chaser (1940), aussi titré Love Potion Publié en français sous le titre Un match difficile, dans le recueil Un rien de muscade (voir ci-dessus) ; réédition dans une nouvelle traduction sous le titre Le Marchand de miracles, Paris, LGF, Alfred Hitchcock magazine, 2e série, no 5, janvier 1989 ; réédition dans le recueil Histoires de trouble émoi, Paris, LGF, coll. « Le Livre de poche » no 4369, 1992  (ISBN 2-253-06092-5)
- The Steel Cat (1941)
- The Touch of Nutmeg Makes It (1941) Publié en français sous le titre Un rien de muscade dans le recueil éponyme (voir ci-dessus)
- Incident on a Lake (1941)
- Meeting of Relations (1941)
- Bird of Prey (1941) Publié en français sous le titre Oiseau de proie dans le recueil Un rien de muscade (voir ci-dessus)
- The Frog Prince (1941) Publié en français sous le titre La Belle et la Bête dans le recueil Un rien de muscade (voir ci-dessus)
- If Youth Knew, If Age Could (1941)
- Special Delivery (1941)
- Squirrels Have Bright Eyes (1941)
- The Invisible Dove Dancer of Strathpheen Island (1941)
- De Mortuis (1942) Publié en français sous le titre De Mortuis, dans le recueil Un rien de muscade (voir ci-dessus) ; réédition, Paris, Opta, Mystère magazine no 137, juin 1959  ; réédition dans l'anthologie Les Chefs-d'œuvre du crime, Paris, éditions Planète, coll. « Anthologie Planète », 1965; réédition dans l'anthologie 30 recettes pour crimes parfaits, Nantes, L'Atalante, coll. « Bibliothèque de l'évasion », 1998  (ISBN 2-84172-091-8)
- Ah, the University! (1943) Publié en français sous le titre Ah ! L'Université dans le recueil Un rien de muscade (voir ci-dessus)
- Great Possibilities (1943) Publié en français sous le titre Grandes Possibilités dans le recueil Un rien de muscade (voir ci-dessus)
- Old Acquaintance (1943) Publié en français sous le titre Pour vous mettre en goût dans le recueil Un rien de muscade (voir ci-dessus)
- Gavin O'Leary (1945)
- Experimental Marriage (1947)
- Look Out! (1948)
- Cancel All I Said (1951)
- Fallen Star (1951)
- In the Cards (1951)
- Over Insurance (1951)
- Pictures in the Fire (1951)
- Romance Lingers, Adventure Lives (1951)
- Season of Mists (1951)
- Spring Fever (1951)
- Three Bears Cottage (1951)
- Without Benefit of Galsworthy (1951)
- Youth from Vienna (1951)
- Are You Too Late or Was I Too Early? (1951)
- Interpretation of a Dream (1951), aussi titré Down to Earth
- The Lady on the Grey (1951), aussi titré The Lady of the Gray Publié en français sous le titre La Dame sur le cheval gris, dans le recueil Histoires abominables, Paris, Robert Laffont, 1960 ; réédition, Paris, LGF, coll. « Le Livre de poche » no 1108-1109, 1963 ; réédition, Paris, Presses-Pocket no 1814, 1979  (ISBN 2-266-00771-8)
- Fallen Star (1951)
- In the Cards (1951)
- Over Insurance (1951)
- Three Bears Cottage (1951)
- A Matter of Taste (1956) Publié en français sous le titre Question de goût, Paris, Opta, Mystère magazine no 160, mai 1961
- The Tender Age (1956)
- The Mask of the Maiden (1957)
- The Dog That Came to the Funeral (1957) Publié en français sous le titre Le Chien qui suivait l'enterrement, Paris, Opta, Mystère magazine no 134, mars 1959
- And who, with Eden (1958)
- Mademoiselle Kiki (1958)
- Think No Evil (1958)
- The Love Connoisseur (1958)
- Anniversary Gift (1958) Publié en français sous le titre Cadeau d'anniversaire, Paris, Opta, Mystère magazine no 140, septembre 1959
- Not Far Away, Not Long Ago (1960)
- Man Overboard (1960)
- Softly Walks the Beetle (1960)
- Born for Murder (1960)
- Straight and Narrow (1960)
- Don't Call Me, I'll Call You (1960)
- A Dog's a Dog (1972)
- Son of Kiki (1972)
- Asking for It (1975)

### Recueil de poèmes
- Gemini (1931)

### Autre publication
- Paradise Lost: Screenplay for Cinema of the Mind (1973), scénario jamais réalisé

## Filmographie

### Comme scénariste
- 1935 : Sylvia Scarlett, film américain réalisé par George Cukor, scénario de Collier en collaboration avec Gladys Unger et Mortimer Offner d'après un roman de Compton Mackenzie
- 1937 : Elephant Boy, film britannique réalisé par Robert Flaherty et Zoltan Korda, scénario de Collier, Marcia de Silva et Akos Tolnay, d'après Toomai des éléphants, une nouvelle tirée du Le Livre de la jungle (The Jungle Book) de Rudyard Kipling
- 1942 : Her Cardboard Lover, film américain réalisé par George Cukor, scénario de Collier en collaboration avec Anthony Veiller et William H. Wright d'après Dans sa candeur naïve de Jacques Deval
- 1946 : Jalousie (Deception), film américain réalisé par Irving Rapper, scénario de Collier et Joseph Than d'après la pièce Monsieur Lambertheir de Louis Verneuil
- 1949 : Roseanna McCoy, film américain réalisé par Irving Reis
- 1951 : L'Odyssée de l'African Queen (The African Queen), film américain réalisé par John Huston, Collier participe au scénario sans être crédité
- 1965 : Le Seigneur de la guerre (The War Lord), film américain réalisé par Franklin J. Schaffner, scénario de Collier et Millard Kaufman, d'après la pièce de théâtre The Lovers de Leslie Stevens